# ابراهیم (نام)
ابراهیم (به عربی: إبراهيم Ibrāhīm) (به فارسی: پَرهام Parhâm) نامِ عربی‌شدهٔ ابراهیم پیامبر است. ابراهیم به عنوان نام کوچک یا خانوادگی در میان مسلمانان و مسیحیان عرب رواج دارد. در مغرب و لبنان، بِراهیم نام کوچک‌شدهٔ ابراهیم است.

## نام کوچک
ابراهیم، نامِ کوچک/اولِ افراد زیر است:
- ابراهیم ابن عیسی
- ‏ابراهیم احدب
- ابراهیم احمد، سیاست‌مدار کرد
- ابراهیم ادرنوی
- ابراهیم ادهم زهاوی
- ‏ابراهیم اسطی
- ابراهیم اسکوبی
- ابراهیم اصبحی
- ‏ابراهیم اطفیش
- ابراهیم آفلای، فوتبالیست آلمانی
- ابراهیم الرباش
- ابراهیم الشهرانی، فوتبالیست عربستانی
- ابراهیم العریض
- ابراهیم العظم
- ابراهیم الواعظ
- ابراهیم الیازجی، نویسندهٔ لبنانی
- ابراهیم انطاکی
- ابراهیم انیس
- ابراهیم ایجی
- ابراهیم با، فوتبالیست سنگالی-فرانسوی
- ‏ابراهیم بازوری
- ابراهیم باعونی
- ابراهیم باکر
- ابراهیم برخورداری
- ‏ابراهیم بری
- ابراهیم بصیله
- ابراهیم بن احمد شیبانی ریاضی
- ابراهیم بن اسحاق حربی
- ابراهیم بن اغلب
- ابراهیم بن اونبا
- ابراهیم بن جعفر همدانی
- ابراهیم بن حسن احسائی
- ابراهیم بن حسین حامدی
- ابراهیم بن حمدان تغلبی
- ابراهیم بن خلیل نجار
- ابراهیم بن سعد زهری
- ابراهیم بن سعید جوهری
- ابراهیم بن سعید منوفی
- ابراهیم بن سلیمان جینینی
- ابراهیم بن سلیمان قطیفی
- ابراهیم بن سنان
- ابراهیم بن صالح تازروالتی
- ابراهیم بن طهمان
- ‏ابراهیم بن عبدالرحمان کرکی
- ‏ابراهیم بن عبدالعزیز لوزی
- ابراهیم بن عبدالقادر ریاحی
- ‏ابراهیم بن عبدالله حوثی
- ‏ابراهیم بن عبدالله شمری
- ابراهیم بن عبده
- ابراهیم بن علی قادری
- ابراهیم بن محمد رمزی
- ‏ابراهیم بن موسی شاطبی
- ابراهیم بن هرمه
- ابراهیم بن ولید، خلیفه بنی‌امیه
- ‏ابراهیم بنانی
- ابراهیم بولکباشی، کشتی‌گیر ترک
- ابراهیم بیوض
- ابراهیم پطرس
- ابراهیم تاتلیسس، خوانندهٔ کرد
- ابراهیم ثقفی
- ‏ابراهیم جعبری
- ابراهیم حاقلانی
- ابراهیم حبوری
- ابراهیم حسن پاشا
- ‏ابراهیم حکری
- ابراهیم حلمی
- ابراهیم حلیم
- ابراهیم حورانی
- ابراهیم خجندی
- ابراهیم خویی
- ابراهیم دروبی
- ابراهیم دسوقی اباظه
- ابراهیم رحیمیان (ابهام‌زدایی)
- ‏ابراهیم رسعنی
- ابراهیم رقی
- ابراهیم رمزی
- ابراهیم رمضان
- ابراهیم زکی
- ابراهیم زواوی
- ابراهیم زیدان
- ابراهیم سامرایی
- ابراهیم سرکیس
- ‏ابراهیم سقا
- ابراهیم سؤالاتی
- ‏ابراهیم سوبینی
- ‏ابراهیم شبرخیتی
- ابراهیم شریفی کرمیانی
- ابراهیم شکر
- ابراهیم شکوری
- ابراهیم شهاری
- ابراهیم شیشری
- ابراهیم شیوی
- ابراهیم صادقی
- ابراهیم صفایی
- ابراهیم صولی
- ابراهیم طوقان
- ابراهیم طیبی
- ‏ابراهیم عبدالصمد
- ‏ابراهیم عبدالغفار دسوقی
- ابراهیم عبیدی
- ابراهیم عدوی دمشقی
- ابراهیم علفی
- ابراهیم عنبری
- ابراهیم عوفی
- ابراهیم غافقی
- ابراهیم غرناطی
- ابراهیم فجیجی
- ابراهیم فرسانی
- ابراهیم فصیح حیدری
- ‏ابراهیم فلالی
- ابراهیم قرمی
- ‏ابراهیم قزوینی
- ابراهیم قیسرانی
- ‏ابراهیم کجی
- ابراهیم کریزی
- ابراهیم کفعمی
- ابراهیم کورانی
- ‏ابراهیم کوکبانی
- ابراهیم گلستان
- ابراهیم لفتوانی
- ابراهیم لقانی
- ابراهیم مازنی
- ‏ابراهیم متبولی
- ابراهیم متفرقه، دیپلمات عثمانی
- ‏ابراهیم محطوری
- ‏ابراهیم مرحومی
- ابراهیم مستملی
- ابراهیم معلوف، موسیقی‌دان سنک جاز لبنانی
- ابراهیم مواهبی
- ابراهیم مویلحی
- ابراهیم میرزاپور، دروازه‌بان ایرانی
- ابراهیم ناجی
- ابراهیم نبوی، نویسندهٔ ایرانی
- ‏ابراهیم نجیرمی
- ابراهیم نحاس
- ابراهیم نهروانی
- ابراهیم همدانی
- ابراهیم هندی
- ‏ابراهیم ویدانی
- ابراهیم یکم، سلطان عثمانی
- ابراهیم‌شاه، شاه ایران
- ابن افلیلی
- ابن شنظیر
- ابن شهاب بغدادی
- ابن عماره
- ابواسحاق بغوی
- ابواسحاق جاجرمی
- ابواسحاق دواتی
- ابواسحاق سروی
- ابواسحاق شطرنجی
- ابواسحاق طاسبندی
- برهان‌الدین الخلیلی
- ابواسحاق سفاقسی
- رضی‌الدین طبری
- صدرالدین جوینی
- عزالدین بن سویدی
- ابن ملکون
- ابن ابی‌عون
- ابن دنینیر
- اعلم بطلیوسی
- فخرالدوله اسوانی
- ابراهیم اخنایی
- جمال‌الدین امیوطی: (۱۳۱۵–۱۳۸۸م) ادیب عربی و فقیه شافعی مصری.
- ابن دقماق
- ابن زقاعه: (۱۳۲۳–۱۴۱۴م) فقیه شافعی، صوفی، نویسنده، ادیب و شاعر عربی فلسطینی.

## نام خانوادگی
- انور ابراهیم، سیاست‌مدار مالزیایی